# Ваганово (Челябінська область)
Ваганово (рос. Ваганово) — село у Октябрському районі Челябінської області Російської Федерації.
Входить до складу муніципального утворення Нікольське сільське поселення. Населення становить 406 осіб (2010). Населений пункт розташований на землях українського культурного та етнічного краю Сірий Клин.

## Історія
Від 4 листопада 1926 року належить до Октябрського району Челябінської області.
Згідно із законом від 15 вересня 2004 року органом місцевого самоврядування є Нікольське сільське поселення.

## Населення
| 2002 | 2010 |
| ---- | ---- |
| 591  | ↘406 |